# Lukas Steltner

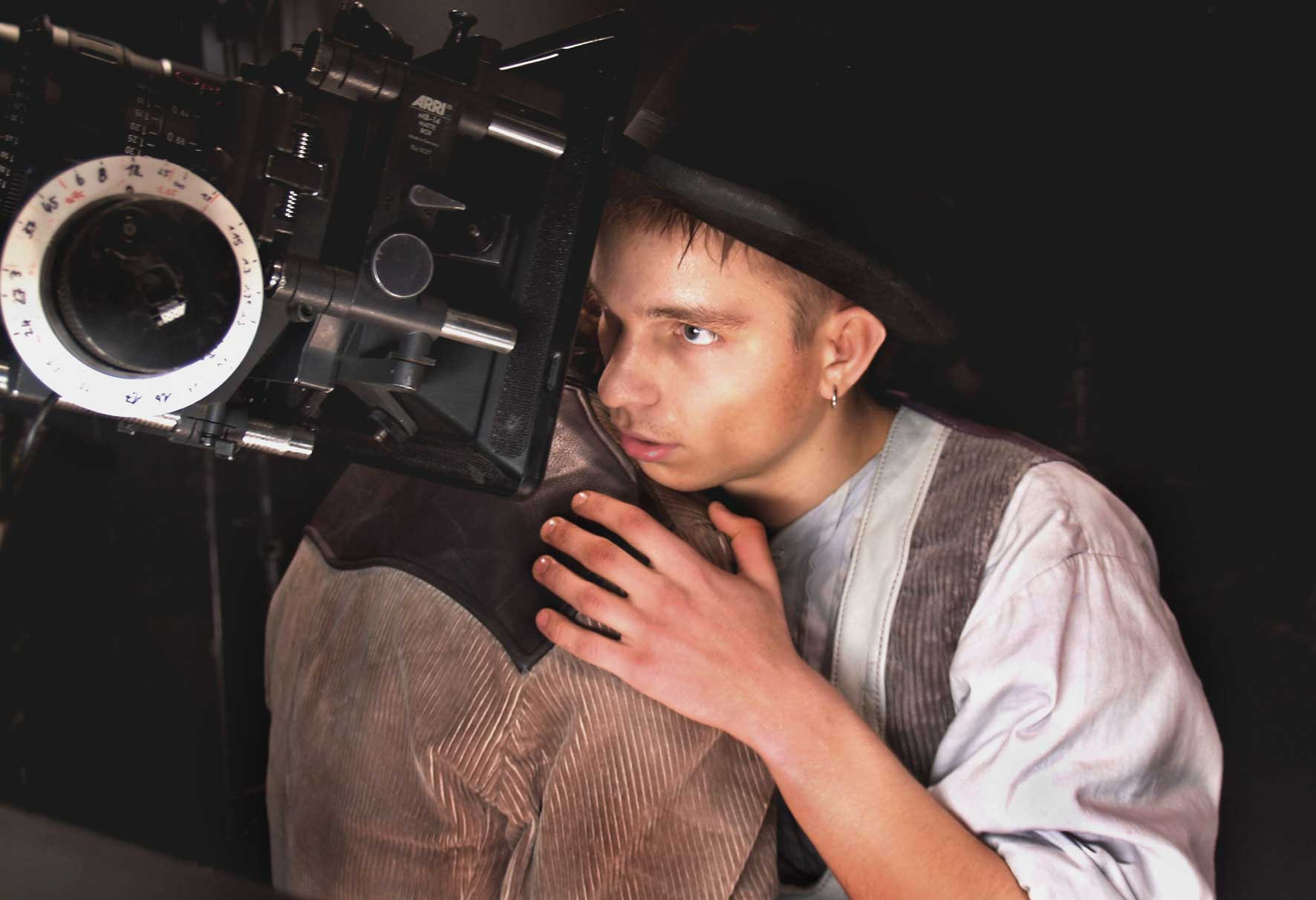
Lukas Steltner

Lukas Steltner (* 14. Juli 1987 in Rostock) ist ein deutscher Schauspieler und Tänzer.

## Leben
Lukas Steltner wuchs in Rostock auf, wo er im Alter von 14 Jahren die Hip-Hop-Kultur für sich entdeckte und mit dem Breaken (Breakdance / BBoying) anfing.
Als Laie wurde er zum Casting für den Kinofilm "Für den unbekannten Hund" (R: Dominik & Benjamin Reding) eingeladen, dessen Hauptrolle er schließlich spielte. Der Film kam 2007 in die Kinos. Es folgten weitere Rollen in einigen Kinofilmen, darunter "Die Kriegerin" (2010, R: David Wnendt), "Abgebrannt" (2010, R: Verena S. Freytag), "Stadt Land Fluss" (2011, R: Benjamin Cantu, Premiere auf der Berlinale, Sektion 14+), "Continuity" (2012, R: Omer Fast), "Dessau Dancers" (2013, R: Jan Martin Scharf). Des Weiteren übernahm Lukas Steltner Episodenrollen in diversen Fernsehformaten. Dazu gehörten unter anderem "Kommissar Stolberg", "Der Kriminalist", "SOKO Köln", "Letzte Spur Berlin", "SOKO Leipzig", "In Aller Freundschaft".
Lukas Steltner ist außerdem als Tänzer tätig. Neben dem Breakdance/BBoying experimentiert er mit verschiedenen Bewegungskonzepten, etwa aus dem Popping und dem zeitgenössischen Tanz. Dabei ist er auf unterschiedlichen Bühnen aktiv, etwa in Stücken von Heike Hennig – "Crystal - Variationen über Rausch" (2014, Theater der jungen Welt, Leipzig), "Bräute" (2016, Theater der jungen Welt), unter Johann Kresnik in "Die 120 Tage von Sodom" (2015, Volksbühne) oder in Adrian Figueroas "STRESS" (2017, HAU Hebbel am Ufer). Als Choreograph arbeitete er gemeinsam mit Joy Alpuerto Ritter an dem Stück "Teenage Widerstand" (2018, Theater der jungen Welt). Mit seiner Crew "The Topp Doggz" tritt Steltner des Weiteren auf verschiedenen Varieté-Bühnen auf.
Lukas Steltner lebt in Berlin.

## Filmografie (Auszug)
- 2007: Für den unbekannten Hund (R: Dominik & Benjamin Reding)
- 2010: Kriegerin (R: David Wnendt)
- 2010: Abgebrannt (R: Verena S. Freytag)
- 2011: Stadt Land Fluss (R: Benjamin Cantu)
- 2011: Kommissar Stolberg – Unter Feuer (R: Michael Schneider)
- 2012: Continuity (R: Omer Fast)
- 2012: Der Kriminalist – Das Liebste das ich habe (R: Stephan Rick)
- 2012: SOKO Köln – Sonne, Mond und Sterne (R: Peter Stauch)
- 2013: Die Kunst des Verlierens (R: David Voss)
- 2014: Dessau Dancers (R: Jan Martin Scharf)
- 2015: In aller Freundschaft – Spitzenbelastung (R: Verena S. Freytag)
- 2016: Letzte Spur Berlin – Atemlos (R: Florian Kern)
- 2016: Der lange Sommer der Theorie (R: Irene von Albertie)
- 2018: Tatort: Déjà-vu (R: Dustin Loose)
- 2019: SOKO Leipzig (R: Robert del Maestro)
- 2019: Dime Quien Soy (Spain, R: Eduard Cortés)
- 2023: Wolfswinkel (R: Ruth Olshan)

## Auszeichnungen
| Preis                 | Film                     | Jahr |
| --------------------- | ------------------------ | ---- |
| First Steps           | Kriegerin                | 2011 |
| New Berlin Film Award | Abgebrannt               | 2011 |
| Publikumspreis        | Für den unbekannten Hund | 2007 |
| Goldener Biber        | Für den unbekannten Hund | 2007 |